# Anisotoma natalensis
Anisotoma natalensis là một loài thực vật có hoa trong họ La bố ma. Loài này được Rudolf Schlechter mô tả khoa học đầu tiên năm 1894 dưới danh pháp Dichaelia natalensis. Năm 1908 Nicholas Edward Brown chuyển nó sang chi Brachystelma với danh pháp Brachystelma natalense. Năm 2016 Meve et al. chuyển nó sang chi Anisotoma.